# Marcial Lafuente Estefanía
Marcial Antonio Lafuente Estefanía (Toledo, 13 de junio de 1903- Madrid, 7 de agosto de 1984) fue un popular escritor español de unas dos mil seiscientas novelas del Oeste, considerado el máximo representante de dicho género en español. Además de publicar como Marcial Lafuente Estefanía acotado en ocasiones M. L. Estefanía, utilizó seudónimos como Tony Spring, Arizona, Dan Lewis o Dan Luce, y para firmar novelas rosas María Luisa Beorlegui y Cecilia de Iraluce. Las novelas publicadas bajo su nombre han sido escritas, o bien por él, o bien por sus hijos, Francisco o Federico Lafuente Beorlegui, o por su nieto Francisco Lafuente Camafreita, por lo que es posible encontrar novelas "inéditas" de Marcial Lafuente Estefanía.

## Biografía

### Vida personal
Marcial Antonio Lafuente Estefanía nació el 13 de junio de 1903 en Toledo, era hijo del abogado, periodista y escritor Federico Lafuente López-Elías, que contaba entre sus obras El Romancero del Quijote (1916), y de su esposa Adriana Estefanía. Aprendió de su padre a amar el teatro clásico del Siglo de Oro, que llegó a conocer muy bien; sin embargo, quiso estudiar ingeniería industrial y ejerció en España, África y América. Entre 1928 y 1931 recorrió gran parte de los Estados Unidos, lo que habrá de servirle para ambientar sus historias, cuyos detalles de atmósfera y localización son rigurosos.
Se casó con María Luisa Beorlegui Carril (1904–1975), y tuvieron dos hijos, Francisco María Lafuente Beorlegui (1933-2002) y Federico María Lafuente Beorlegui, quienes colaboraron en la producción literaria de su padre, al igual que hace años más tarde su nieto Francisco Lafuente Camafreita (1969-). El matrimonio vivió en Madrid, pero Marcial fue un enamorado de Arenas de San Pedro (Ávila), donde residió mucho tiempo y donde su esposa falleció el 28 de julio de 1975, a los 71 años. [cita requerida] Marcial falleció de pulmonía a los 81 y fue enterrado en el cementerio de la Almudena, donde es posible contemplar su nicho.

### Guerra Civil
Una vez iniciada la guerra civil española, se afilió a la Confederación Nacional del Trabajo (CNT) y ejerció como tercer teniente de alcalde y concejal en Chamartín de la Rosa (hoy barrios de Madrid) entre diciembre de 1936 y marzo de 1938. El 5 de marzo de 1938, se alistó voluntario en el Ejército Popular, y llegó a ser nombrado general de Artillería del Ejército Republicano en el frente de Toledo. El 28 de marzo de 1939 con la guerra ya perdida, decidió no exiliarse y se entregó al bando sublevado en Ciudad Real, por lo que padeció cárcel varias veces.
Fue en prisión cuando comenzó a escribir de forma concienzuda, aprovechando cualquier trozo de papel:

Empecé a escribir prácticamente en un rollo de papel higiénico. No tenía cuartillas, no tenía pluma; entonces decidí utilizar el lápiz y el papel de retrete. Estaba en una sala quinta de uno de los hoteles en los que me recluyó el Gobierno
(Entrevista)

Durante la guerra, el escritor y dramaturgo Enrique Jardiel Poncela le había dado un consejo: «Escribe para que la gente se divierta, es la única forma de ganar dinero con esto». Ese fue el fundamento de su manera de escribir; desde el principio buscó la amenidad, prescindió de largas descripciones y trabajó los diálogos, con unos modismos muy característicos y una acción disparada.

### Inicio de carrera literaria
Al salir en libertad, y sin poder ejercer como ingeniero, comenzó a publicar en Ediciones Cíes, una pequeña editorial de Vigo, obras policíacas o románticas. Sus primeras novelas las firmó bajo los pseudónimos de “Tony Spring” o “Arizona”, las románticas bajo el nombre de su esposa, “María Luisa Beorlegui” y como “Cecilia de Iraluce”, aunque usó otros seudónimos como “Dan Luce” y “Dan Lewis”. Comenzó a publicar novelas del oeste con las siglas ML Estefanía -que algunos confundieron con María Luisa- o con su nombre Marcial Lafuente Estefanía, en la Editorial Bruguera, de la cual fue uno de los principales activos junto con otra novelista popular, Corín Tellado, y las publicaciones de historietas.

### La novela del oeste
Escribió su primera novela del oeste en 1943: La mascota de la pradera (Ediciones Maisal: Biblioteca Aventuras, n.º 78), y firmó un contrato con la Bruguera que le llevaría a producir dos mil seiscientas novelitas en formato octavilla de no más de cien páginas. Para componerlas, se inspiró en el teatro clásico español del Siglo de Oro, sustituyó los personajes del XVII por los arquetipos representativos del oeste. Estas violentas historias inundaron España e Hispanoamérica y se hicieron muy populares como literatura de pasatiempo incluso en Estados Unidos, donde la universidad de Texas las grabó para que los ciegos de origen hispano pudieran escucharlas. Sabedor de que sus novelas se leían en los Estados Unidos, cuidaba mucho la verosimilitud histórica, geográfica y botánica del Oeste norteamericano, para lo cual recurría a tres libros en particular: una obra muy completa de historia de Estados Unidos, un atlas muy antiguo de este país, donde aparecían los pueblos de la época de la conquista del Oeste, y una guía telefónica en la que encontraba los nombres de sus personajes.
La novela del oeste, tal como la configuró Estefanía, principal representante del género, constaba de unas cien páginas de impresión barata y muy característica, semejantes al pulp norteamericano; se escribía y publicaba una por semana y se vendían a duro (cinco pesetas) cada una; y, con la devaluación, a veinticinco pesetas. A veces bastaba con comprar una y, tras ser leída, se podía devolver al quiosquero para, por un precio inferior, conseguir otra. De esa manera las tiradas resultaban engañosas, pues aunque eran muy crecidas y baratas, una misma novela podía ser leída por decenas de personas. La obra de Estefanía alcanzó reediciones continuas de treinta mil ejemplares. 
Desde 1958 sus dos hijos Francisco y Federico comenzaron a colaborar con su padre en la escritura de sus novelas, llegó a escribirlas bajo el nombre genérico del padre y, tras el fallecimiento de Federico, también su nieto Francisco Lafuente continuó su legado. Tan prolífica es la pluma familiar que —aún bajo el sello de Bruguera mexicana—, su obra de western continúa en circulación a lo largo de Hispanoamérica y los Estados Unidos.
Ya mayor, el veterano escritor intentó publicar sin éxito una novela seria, El maleficio de Toledo, fruto de sus notables conocimientos históricos sobre la ciudad natal.